# Kill Your Darlings (2013)
Kill Your Darlings är en amerikansk dramafilm från 2013 i regi av John Krokidas med Daniel Radcliffe, Dane DeHaan, Ben Foster, Michael C. Hall, Jack Huston, Jennifer Jason Leigh och Elizabeth Olsen i rollerna. Krokidas har även varit en del av filmens produktion samt skrivit manus tillsammans med Austin Bunn.
Filmen hade premiär i USA den 16 oktober 2013. I Sverige gavs filmen ut på DVD av Noble Entertainment AB den 23 juli 2014.

## Rollista
- Daniel Radcliffe – Allen Ginsberg
- Dane DeHaan – Lucien Carr
- Michael C. Hall – David Kammerer
- Jack Huston – Jack Kerouac
- Ben Foster – William S. Burroughs
- David Cross – Louis Ginsberg
- Jennifer Jason Leigh – Naomi Ginsberg
- Elizabeth Olsen – Edie Parker
- John Cullum – Professor Harrison Ross Steeves
- Erin Darke – Gwendolyn
- Zach Appelman – Luke Detweiler
- David Rasche – Harry Carman
- Jon DeVries – Mortimer P. Burroughs
- Leslie Meisel – Edith Cohen
- Nicole Signore – Page
- Michael Cavadias – Ray Conklin
- Jonathan Cantor – Ogden Nash
- Kyra Sedgwick – Marion Carr
- Kevyn Settle – Norman